# Deutsche Handelsbank (1956–2001)
Die Deutsche Handelsbank AG (DHB) war ein 1956 gegründetes Kreditinstitut im Berliner Bankenviertel, das vor allem in der Außenhandelsfinanzierung tätig war. 2001 ging die Bank in der Bank für Gemeinwirtschaft (BfG) auf.

## Aufgaben und Geschichte
Das Institut war „eine vom Ministerrat der Deutschen Demokratischen Republik beauftragte staatliche Bank für die Valutaabwicklung der sich aus den Außenhandelsbeziehungen mit kapitalistischen Ländern (Nichtsozialistisches Wirtschaftsgebiet, NSW) ergebenden bankmäßigen Geschäfte“. Diese Bank entsprach somit in der DDR dem rechtlichen Status eines Devisenausländers und stand damit außerhalb der Kontrollhoheit des Finanzministeriums der DDR.
Aktieninhaber war zunächst die Deutsche Notenbank und ab 1968 hielten an der Deutschen Handelsbank AG die Staatsbank der DDR 64 Prozent der Anteile, das DDR-Außenhandelsunternehmens VEB „Metallurgiehandel GmbH“ in Berlin 14,06 Prozent, die „Heimelectronic Verwaltungs-GmbH“ in Berlin 10,31 Prozent, die Berliner „Kali-Bergbau-Handelsgesellschaft mbH“ 5,63 % und die Auslands- und Rückversicherungs-AG der DDR (DARAG) in Berlin 1 Prozent. Seit 1972 nutzte die Kommerzielle Koordinierung – zuletzt unter Leitung von Alexander Schalck-Golodkowski – die Deutsche Handelsbank als Hausbank für die Abwicklung ihrer Auslandsgeschäfte. Generaldirektor der DHB war Feodor Ziesche (* 14. Juli 1927).
Ein Teil der bei Geschäften vom Bereich Kommerzielle Koordinierung und dem Ministerium für Staatssicherheit erwirtschafteten Devisen landete auf dem sogenannten Honecker-Konto und dem sogenannten Mielke-Konto bei der Deutschen Handelsbank und wurde zur Versorgung der SED-Elite in Wandlitz verwendet.

## Spezielle Konten
Besondere Konten bei der Deutschen Handelsbank (DHB) waren:
- 0528 – das sogenannte Mielke-Konto, Kontostand am 1. Dezember 1989 38 Mio. DM; seit 1972 für Sondergeschäfte der KoKo-Hauptabteilung I genutzt.[7][8]
- 0584 – Sonderkonto zur Unterstützung ausländischer Parteien und Organisationen (Disponibler Parteifonds der SED); beispielhafte Abflüsse waren z. B. 1988 12,0 Mio. DM für die DKP-Zeitung Unsere Zeit (UZ), oder 1987 10 Mio. US-$ an die Sandinisten in Nicaragua u. v. a.
- 0628 – das sogenannte Generalsekretärs-Konto, auch Honecker-Konto, eingerichtet am 29. März 1974; laut Schalcks Erinnerungen war der Kontostand im Dezember 1989 ca. 2,2 Mrd. DM. Auf dem Konto waren die bundesdeutschen Gelder aus Familienzusammenführungen und Häftlingsfreikäufen gesammelt. Das Konto wurde insbesondere zur Sicherung der Zahlungsbilanz der DDR, Linderung von akuten Warenengpässen durch NSW-Importe, z. B. Untertrikotagen, Kaffee, Getreide, Pkw u. v. a. eingesetzt.[9][10]
- Konto 0773 der Waffenhandelsfirma Imes im Bereich der Koko, das von Manfred Seidel, dem Stellvertreter von Schalck-Golodkowski, verwaltet wurde.

## Privatisierung durch die Treuhandanstalt
Ende 1990, kurz nach der Deutschen Wiedervereinigung, sollte die Deutsche Handelsbank zügig privatisiert werden. Zunächst bekam die BHF-Bank – für 2/3 der Anteile der Deutschen Handelsbank – für 370 Millionen Mark den Zuschlag, zog sich jedoch zurück. Laut dem Nachrichtenmagazin Focus waren „Umstände bekannt geworden, die einer Vertragsunterzeichnung im Wege standen. Gerüchte über dunkle DHB-Geldgeschäfte machten die Runde.“ Am 13. November erwarb dann die Bank für Gemeinwirtschaft (BfG) den 2/3-Anteil für lediglich 225,28 Millionen Mark. Die verbliebenen 30 Prozent hielt die Treuhandanstalt. Ab 1990 bis 1995 übernahm Peter Schüring den Vorsitz des Vorstands der Deutschen Handelsbank AG.
Das Nachrichtenmagazin Der Spiegel schrieb 1991: „Die Deutsche Handelsbank ist eines der Filetstücke aus der Hinterlassenschaft des Schalck-Imperiums – und ihr Verkauf eine der merkwürdigsten Transaktionen seit dem Vollzug der deutschen Einheit.“
Am 1. Juli 1992 übernahm die Deutsche Handelsbank 10 Prozent der Anteile von der Kühne + Nagel International AG mit der Begründung, „die Bank soll die weltweiten Aktivitäten des Transportkonzerns unterstützen“ und verkaufte im Mai 1994 ihr Aktienpaket beim Kühne + Nagel-Börsengang.
Im März 2001 wurde bekannt, dass die Deutsche Handelsbank rückwirkend zum 1. Januar 2001 mit der BfG Bank AG verschmolzen wurde, der Geschäftsbetrieb eingestellt und die Betriebsorganisation aufgelöst wird.